# یاسر الیاسیری

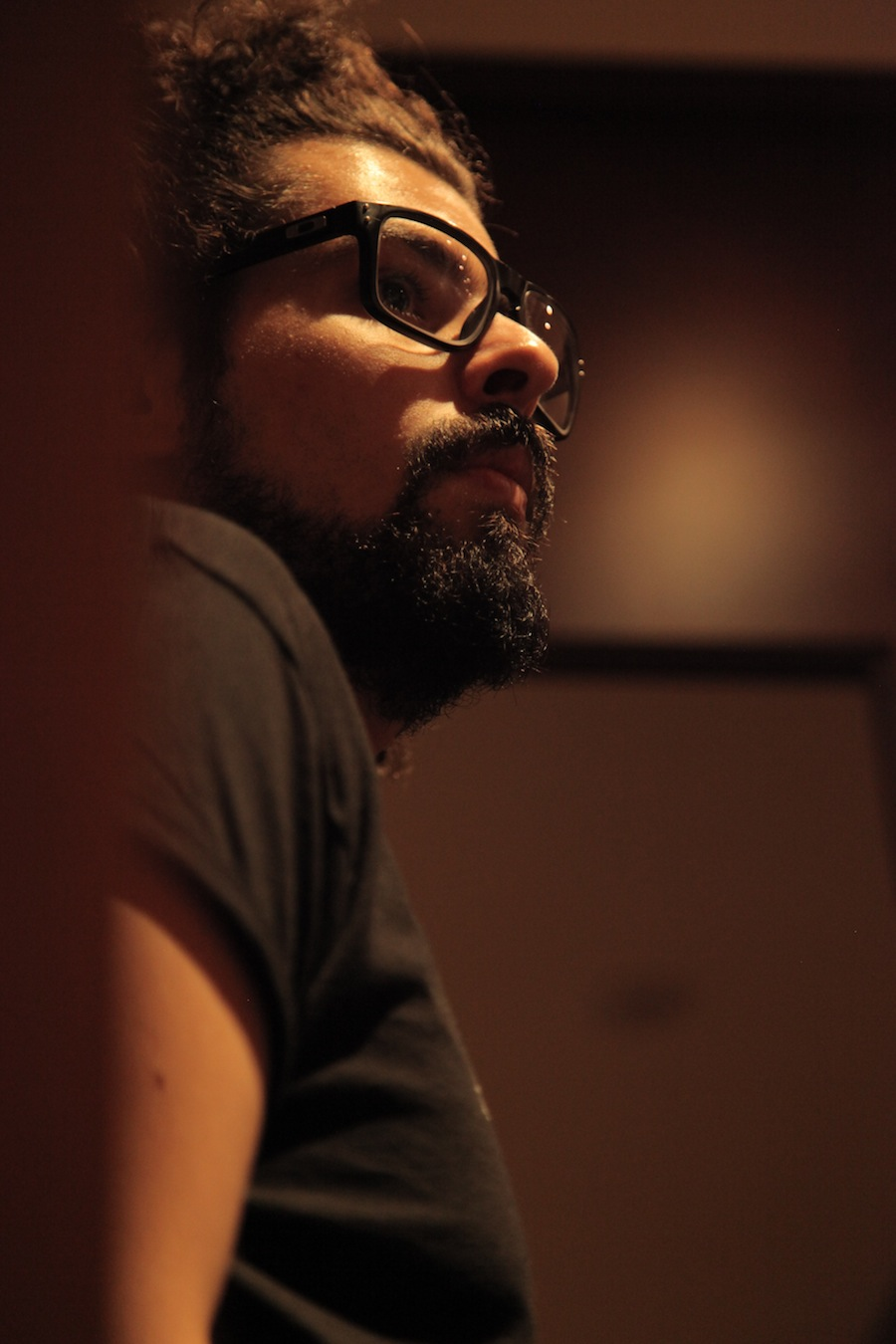

یاسر الیاسیری کارگردان عراقی است که به خاطر آثار مختلفش که بین سینما، تلویزیون و کلیپ‌های ویدئویی متفاوت است شناخته شده‌است و آثار او همواره با تفکری جدید و متفاوت و استفاده جدید از فناوری‌های روز همراه بوده‌است. در سینما فیلم‌های او در مهم‌ترین جشنواره‌های بین‌المللی شرکت کرده و جوایز متعددی را از آن خود کرده‌است. او یکی از پیشگامان کلیپ‌های ویدیویی در جهان عرب به‌شمار می‌رود.

## فیلمها
1. فیلم ۱۲۲ (کارگردانی)
2. شباب شیاب (نویسنده، کارگردان و تهیه‌کننده)
3. فیلم نور تاریک (کارگردان)
4. فیلم زمانی که موسیقی صحبت می‌کند و اسرار آن را فاش می‌کند (تهیه‌کننده)